# أورسولا أرنولد (مصورة)
أورسولا أرنولد (بالألمانية: Ursula Arnold)‏ هي مصورة ألمانية، ولدت في 10 مارس 1929 في غيرا في ألمانيا، وتوفيت في 24 مايو 2012 في برلين في ألمانيا.

## وصلات خارجية
- أورسولا أرنولد على موقع IMDb (الإنجليزية)